# On the Level
Albums de Status Quo
Quo
(1974) Blue for You
(1976)
Singles
1. Down Down
Sortie : 29 novembre 1974

On The Level est le huitième album studio du groupe de rock anglais Status Quo. Il est sorti le 21 février 1975 sur le label Vertigo Records et a été produit par le groupe.

## Historique
Cet album a été enregistré pendant l'hiver 1974 aux Studios IBC et dans les studios du label Phonogram à Londres.
L'unique single qui en est extrait et qui précède la sortie de l'album, Down Down atteindra la première place dans les charts anglais. Il comprend une reprise d'un titre de Chuck Berry, Bye Bye Johnny, chanté par Alan Lancaster.
On The Level atteindra la première place des charts britanniques, français et néerlandais et sera certifié disque d'or au Royaume-Uni et en France pour plus de 100 000 albums vendus.
Il sera réédité en 2005 avec cinq titres bonus puis en 2016 dans sa version Deluxe avec cette fois-ci un compact disc supplémentaire contenant douze titres bonus (dont les cinq de 2005).

## Liste des titres
Face 1
| No | Titre            | Auteur                      | Chant          | Durée |
| -- | ---------------- | --------------------------- | -------------- | ----- |
| 1. | Little Lady      | Rick Parfitt                | Parfitt        | 3:05  |
| 2. | Most of the Time | Francis Rossi, Robert Young | Rossi          | 3:21  |
| 3. | I Saw the Light  | Rossi, Young                | Rossi          | 3:55  |
| 4. | Over and Done    | Alan Lancaster              | Rossi          | 3:55  |
| 5. | Nightride        | Parfitt, Young              | Parfitt, Rossi | 3:52  |

Face 2
| No  | Titre          | Auteur       | Chant     | Durée |
| --- | -------------- | ------------ | --------- | ----- |
| 6.  | Down Down      | Rossi, Young | Rossi     | 5:24  |
| 7.  | Broken Man     | Lancaster    | Lancaster | 4:13  |
| 8.  | What To Do     | Rossi, Young | Rossi     | 3:15  |
| 9.  | Where I am     | Parfitt      | Parfitt   | 3:10  |
| 10. | Bye Bye Johnny | Chuck Berry  | Lancaster | 4:35  |

Titres bonus de la réédition 2005
| No  | Titre                                    | Auteur                                                    | Durée |
| --- | ---------------------------------------- | --------------------------------------------------------- | ----- |
| 11. | Down Down (single version)               | Rossi, Young                                              | 3:49  |
| 12. | Roll Over and Lay Down (du Ep Quo Live!) | Rossi, Parfitt, Lancaster, John Coghlan, Young            | 5:41  |
| 13. | Gerdundula (du Ep Quo Live!)             | Manston, James                                            | 2:35  |
| 14. | Junior's Wailing (du Ep Quo Live!)       | Kieran White, Martin Pugh                                 | 3:57  |
| 15. | Roadhouse Blues (live 1975)              | Jim Morrison, Ray Manzarek, Robbie Krieger, John Densmore | 12:24 |

### Cd bonus Deluxe Edition 2016
| No | Titre                                    | Auteur                                    | Durée |
| -- | ---------------------------------------- | ----------------------------------------- | ----- |
| 1. | Down Down (single version)               | Rossi, Young                              | 3:49  |
| 2. | Roll Over and Lay Down (du Ep Quo Live!) | Rossi, Parfitt, Lancaster, Coghlan, Young | 5:41  |
| 3. | Gerdundula (du Ep Quo Live!)             | Manston, James                            | 2:35  |
| 4. | Junior's Wailing (du Ep Quo Live!)       | Kieran White, Martin Pugh                 | 3:57  |
| 5. | Roadhouse Blues (live 1975)              | Morrison, Manzarek, Krieger, Densmore     | 12:24 |

Live, Rheingoldhalle Mainz, 22 février 1975
| No  | Titre            | Auteur             | Durée |
| --- | ---------------- | ------------------ | ----- |
| 6.  | Backwater        | Lancaster, Parfitt | 4:55  |
| 7.  | Just Take Me     | Lancaster, Parfitt | 3:40  |
| 8.  | Claudie          | Rossi, Young       | 4:37  |
| 9.  | Little Lady      | Parfitt            | 3:26  |
| 10. | Most of the Time | Rossi, Young       | 3:19  |
| 11. | Bye Bye Johnny   | Berry              | 6:34  |

| No  | Titre            | Auteur       | Durée |
| --- | ---------------- | ------------ | ----- |
| 12. | Down Down (démo) | Rossi, Young | 5:40  |

## Musiciens du groupe
- Francis Rossi : chant, guitare solo et rythmique.
- Rick Parfitt : chant, guitare rythmique, claviers.
- Alan Lancaster : chant, basse.
- John Coghlan : batterie, percussions.

## Charts et certifications

### Album
Charts
| Pays                          | Durée du classement | Meilleur classement | Date           |
| ----------------------------- | ------------------- | ------------------- | -------------- |
| Allemagne (GfK Entertainment) | 7 semaines          | 11e                 | 15 mars 1975   |
| Australie (ARIA Charts)       | 31 semaines         | 2e                  | 16 juin 1975   |
| France (SNEP)                 | 74 semaines         | 1er                 | 1er avril 1975 |
| Norvège (VG-lista)            | 18 semaines         | 4e                  | 24 mars 1975   |
| Pays-Bas (MegaCharts)         | 10 semaines         | 1er                 | 22 mars 1975   |
| Royaume-Uni (UK Albums Chart) | 27 semaines         | 1er                 | 1er mars 1975  |

Certifications
| Pays        | Certification | Ventes    | Date           |
| ----------- | ------------- | --------- | -------------- |
| France      | Or            | 100 000 + | 1976           |
| Royaume-Uni | Or            | 100 000 + | 1er avril 1975 |

### Single
Charts
| Single    | Chart                 | durée du classement | Position |                 |
| --------- | --------------------- | ------------------- | -------- | --------------- |
| Down Down | (UK Singles Chart)    | 11 semaines         | 1er      | 12 janvier 1975 |
| Down Down | (Single Top 100)      | 24 semaines         | 7e       | 13 janvier 1975 |
| Down Down | (ARIA Charts)         | 16 semaines         | 4e       | 16 juin 1975    |
| Down Down | (Ö3 Austria Top 40)   | 4 semaines          | 14e      | 15 mars 1975    |
| Down Down | (V) (Ultratop)        | 11 semaines         | 1er      | 29 mars 1975    |
| Down Down | (W) (Ultratop)        | 12 semaines         | 9e       | 5 avril 1975    |
| Down Down | (Single Top 100)      | 21 semaines         | 11e      | 2 mars 1975     |
| Down Down | (IRMA)                | 2 semaines          | 2e       | 9 janvier 1975  |
| Down Down | (VG-lista)            | 7 semaines          | 8e       | 24 février 1975 |
| Down Down | (Single Top 100)      | 10 semaines         | 1er      | 15 mars 1975    |
| Down Down | (Schweizer Hitparade) | 15 semaines         | 2e       | 11 avril 1975   |

Certification
| Pays        | Single    | Certification | Ventes    | Date             |
| ----------- | --------- | ------------- | --------- | ---------------- |
| Royaume-Uni | Down Down | Argent        | 200 000 + | 1er février 1975 |